# Mémorial de l'abolition de l'esclavage
Le Mémorial de l'abolition de l'esclavage est un mémorial français situé à Nantes, en Loire-Atlantique. Consacré à la traite négrière à Nantes et dans le monde, à l'esclavage et à son abolition, ce lieu de visite situé dans ce qui fut l'un des principaux ports négriers de France a été inauguré le 25 mars 2012.

## Localisation
Le mémorial a été construit sur le quai de la Fosse, entre le bâtiment de l'ancienne capitainerie de port et du pont Anne-de-Bretagne. De plus, il se trouve à environ deux cents mètres à l'ouest de la passerelle Victor-Schœlcher (baptisée en l'honneur de celui qui œuvra en faveur de l'abolition de l'esclavage en France).

## Description
Le mémorial a été aménagé sous une promenade végétalisée de 7 000 m2, la surface d'exposition se trouvant presque au niveau de la Loire, permet d'évoquer les entreponts des navires négriers.
À l'intérieur, 2 000 plaques de verre gravées (créé par Emmanuel Barrois et Krzysztof Wodiczko) contant l'histoire de l'esclavage et notamment celle de la traite négrière nantaise au XVIIIe siècle.

## Histoire
L’histoire du Mémorial commence en 1985, année du tricentenaire du code Noir. Plusieurs associations sont désireuses de commémorer cet événement mais la municipalité nantaise refuse. Une réflexion s’engage dans le monde universitaire et se concrétise par une grande exposition sur les « Anneaux de la mémoire » qui a lieu au château des ducs de Bretagne entre décembre 1992 et mai 1994. En 1998, à l'occasion du 150e anniversaire de l’abolition de l’esclavage, une association prend l'initiative de poser sur le port de Nantes une statue de fer et de plâtre intitulée L’abolition de l’esclavage. Le 1er mai 1998, la statue est vandalisée. En juin de cette même année, le Conseil municipal nantais décide d’édifier une œuvre d’art de grande ampleur pour témoigner de l’histoire de Nantes avec la traite négrière. Un comité de pilotage est constitué en 2000, le projet définitif est présenté en 2005 et les travaux débutent en 2010. Le mémorial est conçu par l'artiste polonais Krzysztof Wodiczko et l'architecte americano-argentin Julian Bonder. Les travaux entrainèrent la suppression du « square René-Siegfried » situé entre la capitainerie et la passerelle Victor-Schœlcher, nom qui avait été attribué par délibération du 27 septembre 1965 en hommage à René Siegfried (1906-1959), qui fut directeur des ports de Nantes et de Saint-Nazaire dans les années 1950,.
L'inauguration a eu lieu le 25 mars 2012 en compagnie, entre autres, de Jean-Marc Ayrault, alors maire de Nantes et initiateur du projet ; mais aussi de l'ancien président du Bénin, Nicéphore Soglo ; de la députée de la Guyane, Christiane Taubira ; ou encore de l'ancien footballeur Lilian Thuram.

## Galerie

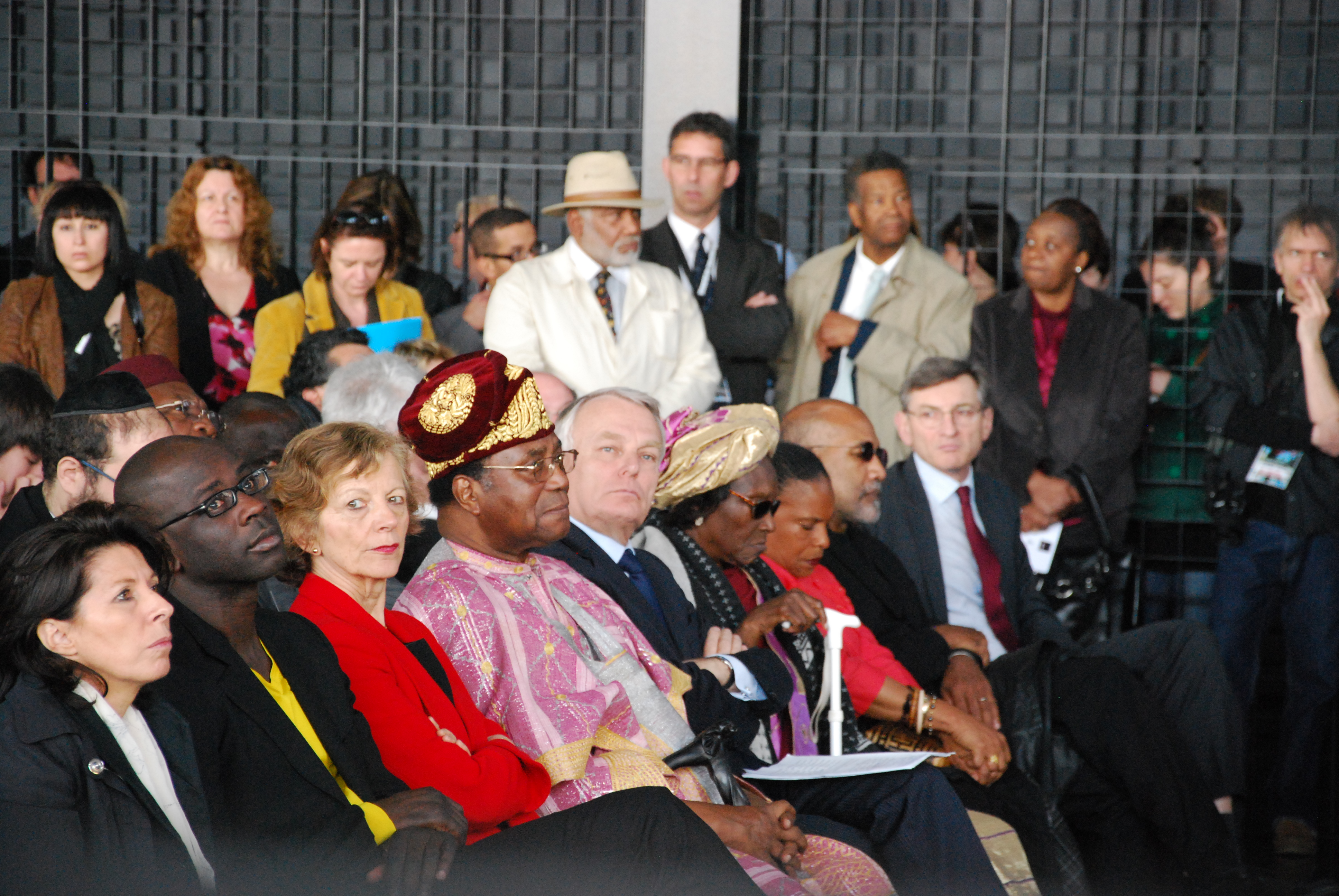
Inauguration du mémorial avec Lilian Thuram, Nicéphore Soglo, Jean-Marc Ayrault et Christiane Taubira.
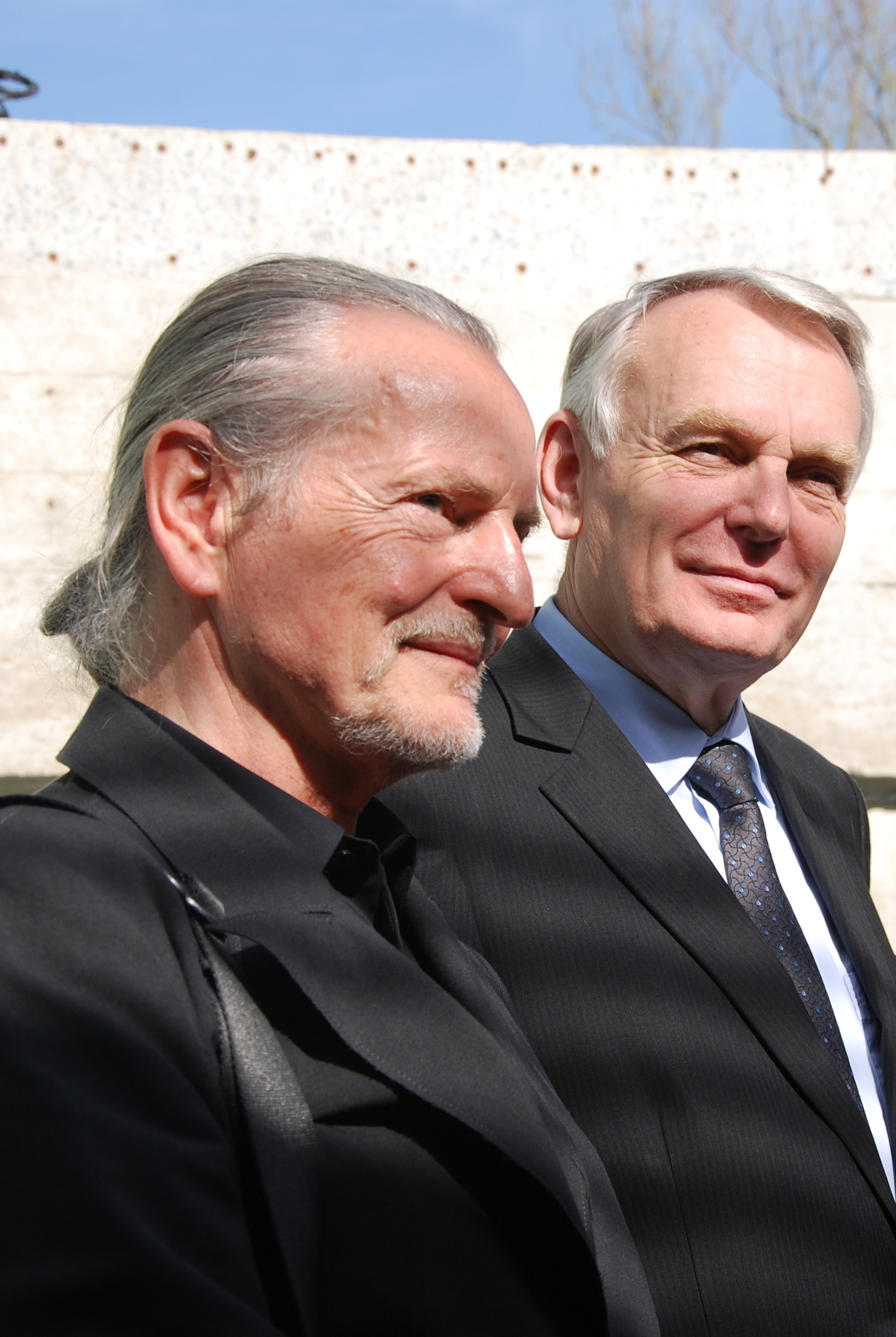
Le concepteur du mémorial  Krzysztof Wodiczko aux côtés du maire de Nantes,  Jean-Marc Ayrault.
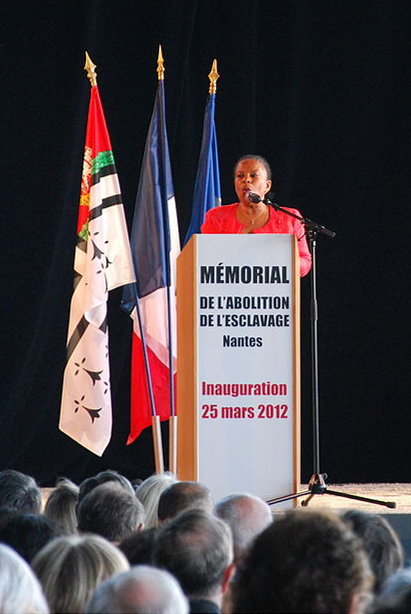
Christiane Taubira à la tribune, elle est à l'origine de la loi Taubira en 2001, qui concerne la reconnaissance des traites et des esclavages comme crime contre l'humanité.
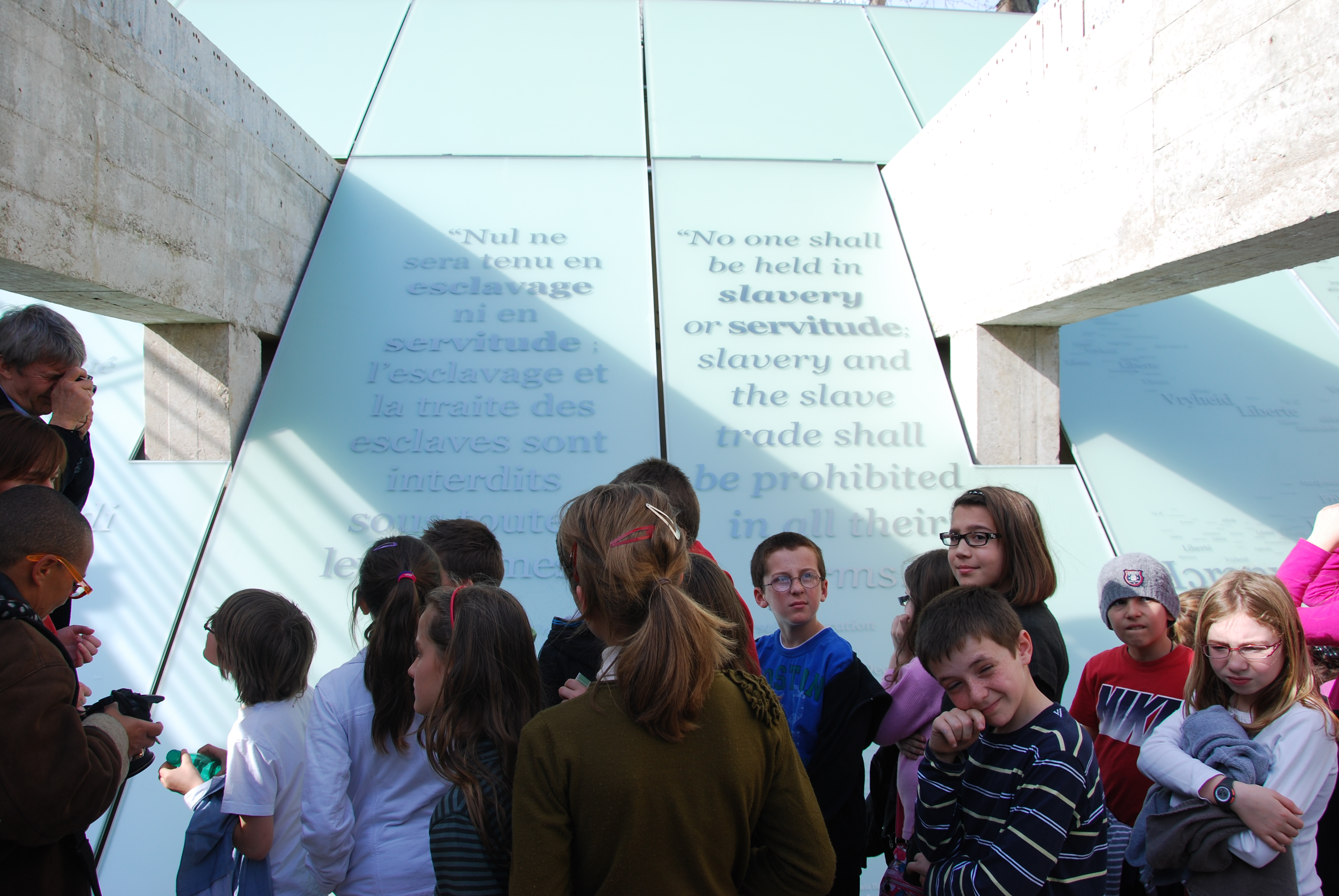
Épitaphe du Mémorial avec l'inscription, issue de la Déclaration universelle des droits de l'homme (article 4) : « Nul ne sera tenu en esclavage ni en servitude ; l'esclavage et la traite des esclaves sont interdits sous toutes leurs formes »

## Accès
Le mémorial est accessible par la Ligne 1 du tramway aux stations Chantiers Navals ou Médiathèque.